# Quest3D
Quest3D ist eine 3D-Engine; verknüpft mit einer darauf aufsetzenden Entwicklungsumgebung. Quest3D wird vor allem in den Bereichen Architektur, Produktdesign, Computerspiele, Trainingssoftware und Simulationsumgebungen eingesetzt. Entwickelt wird Quest3D von Act-3D B.V. aus den Niederlanden. Die erste Quest3D-Version ist auf September 2001 datiert.

## Entwicklungsumgebung
Quest3D wird über eine grafische Programmiersprache programmiert. Dabei kann das Programm zur Laufzeit verändert werden, ein Kompilieren entfällt. Ein Programm setzt sich aus einer Menge von „Channels“ zusammen, die miteinander verknüpft sind. Das Programm bildet dabei einen gerichteten Graphen. Zur Laufzeit wird dieser traversiert. Quest3D bietet darüber hinaus die Möglichkeit, Teilgraphen zu Objekten zu deklarieren und diese ähnlich wie in anderen objektorientierten Programmiersprachen im restlichen Projekt zu verwenden. Über Lua-Skriptknoten kann Funktionalität programmiert werden, die bei Abbildung mittels einer Graphenstruktur übermäßig komplex werden würde. Die einzelnen Knoten liegen dabei in Quest3D als kompilierter Code vor, ein Kompilationsschritt entfällt also. Auch ist Quest3D keine virtuelle Maschine, sondern bietet die volle Performanz von Maschinencode (mit der Ausnahme des Lua-Codes).
Zusätzlich zur Hauptansicht, in der der Szenengraph editiert wird, bietet Quest3D weitere Editoren, um 3-D-Modelle direkt zu manipulieren, Animationen zu steuern, Shader zu programmieren, Skripte zu erstellen oder Databindings zu bearbeiten.

### Deployment
Ist ein Projekt abgeschlossen, kann es als eine eigenständige Windows-Applikation exportiert werden oder in eine Webseite eingebunden werden. Im letzteren Fall werden die Browser Internet Explorer sowie Firefox unterstützt.

## Systemanforderungen
(Können je nach genutzter Funktionalität variieren)
- Windows 2000, Windows XP, Vista (64 oder 32 bit) und DirectX 9
- 256 MB Hauptspeicher
- 1-GHz-Prozessor
- DirectX kompatible Grafikkarte mit mindestens 32 MB Speicher
- 400 MB freier Speicher auf einer Festplatte

## Lizenzen
Quest3D bietet Lizenzen für kommerzielle Nutzung und für den Ausbildungsbereich an.

## Verwendung
Computerspiele, Architektur Visualisierung, Serious Games, Simulationen, Fernseh- und Filmproduktionen.

### Spiele
- Audiosurf, ein Puzzle-, Musikspiel von Invisible Handlebar, das beim Independent Games Festival mehrere Preise gewonnen hat
- Schiff-Simulator, ein Spiel von VSTEP
- Leo, ein Spiel für Kinder von Ovos real-time 3D
- Chicken Football, ein Spiel der Paladin Studios
- The Endless Forest, ein Onlinespiel und Bildschirmschoner, von Tale of Tales
- The Path, ein kurzes Horrorspiel von Tale of Tales
- Twinners, ein Spiel für interaktives Fernsehen (Demo)